# بان‌گنجآب
بان‌گنجاب، روستایی از توابع بخش ماهیدشت شهرستان کرمانشاه در استان کرمانشاه ایران است.
این روستا در فاصله ۱۳ کیلومتری جاده ماهیدشت به سمت اسلام‌آباد غرب و در ۷ کیلومتری جاده منتهی به جوانرود واقع شده‌است و بالغ بر ۶۰ خانوار و نزدیک به ۳۰۰ نفر جمعیت دارد. زبان رسمی این منطقه کردی کلهری می‌باشد و وابستگی قومیتی و فرهنگی زیادی با شهرهای گیلانغرب، قصرشیرین و اسلام‌آباد غرب و همچنین خانقین در کشور عراق را دارند. این روستا به دلیل موقعت خاص جغرافیایی، مرکزیت روستاهای اطراف بوده و دارای بانک و خانه بهداشت می‌باشد.
این روستا همچنین دبیرستان دخترانه و پسرانه، مسجد امیرالمؤمنین و مزار شهدای روستای بانگنجاب که یکی از قدیمی‌ترین و بزرگترین گلزار شهدای منطقه است، می‌باشد. شغل غالب مردم این روستا کشاورزی، دامداری و خدمات است. این روستا دروازه‌ای به سمت جاذبه‌های توریستی و تفریحی منطقه از جمله سراب کاشنبه، سراب مها و کوه‌های باگوله، باریکه و کورکور می‌باشد. همه ساله مسابقات فوتبال به مرکزیت این روستا و روستاهای مجاور برگزار می‌گردد.
این روستا زادگاه قهرمانانی همچون پوپک بسامی، اولین وزنه‌بردار زن ایران که در مسابقات قهرمانی آسیا رتبهٔ چهارم را کسب کرد و ایوب بسامی، قهرمان مسابقات پرورش اندام می‌باشد.

## جمعیت
این روستا در دهستان چقانرگس قرار دارد و بر اساس سرشماری مرکز آمار ایران در سال ۱۳۸۵، جمعیت آن ۲۹۰ نفر (۶۲خانوار) بوده‌است.